# Djiguimi
Djiguimi est une localité du Cameroun située dans la commune de Moutourwa, le département du Mayo-Kani et la Région de l'Extrême-Nord, au pied des monts Mandara, à proximité de la frontière avec le Tchad.

## Localisation
Djiguimi est localisé à 10°14'35.1" Nord de latitude et 14°07'26.1" Est de longitude.